# Slaheddine Baccouche
Pour les articles homonymes, voir Famille Baccouche.
Slaheddine Baccouche (arabe : صلاح الدين البكوش), né le 14 août 1883 à Tunis et mort le 24 décembre 1959 dans la même ville, est un homme politique tunisien.

## Biographie
Il est le fils du général Mohamed Baccouche, natif du cap Bon, ministre et conseiller beylical ; sa mère est Mamiya Ben Ayed, issue d'une famille de l'aristocratie caïdale.
Après avoir occupé plusieurs postes de caïd à Sousse et Bizerte, il exerce les fonctions de grand vizir à deux reprises sous le règne de Lamine Bey du 15 mai 1943 au 19 juillet 1947, puis du 26 mars 1952 jusqu'au 2 mars 1954.
Il est souvent considéré comme faisant partie des personnalités tunisiennes, qui se sont opposées au mouvement national tunisien, avec Mustapha Kaak, Abdelkader Belkhodja ou Hédi Raïs.
Il est l'oncle de l'écrivain Hachemi Baccouche.